# Åtorp
Ej att förväxla med Åstorp, i Skåne län.
Åtorp är en ort i Degerfors kommun och kyrkbyn i Nysunds socken. Före 2015 avgränsade SCB Åtorp som en tätort, och efter 2015 som en småort. Orten ligger vid Letälven, vid landskapsgränsen mellan Värmland och Närke.

## Historia
Genom det lilla samhället Åtorp rinner Letälven ner mot sjön Skagern. Huvuddelen av orten, den del som ligger väster om Letälven, ligger i landskapet Värmland, medan den östra delen ligger i Närke.
Under medeltiden passerade den då viktiga landsvägen och pilgrimsleden Letstigen, som förband Norge och Mälardalen, Åtorp.  
Den första kyrkan i Åtorp, Nysunds kyrka, byggdes under 1600-talet, en av två kyrkor i Degerfors-Nysunds församling. Åtorps metodistförsamling, bildad 1870, hade sitt Betelkapell uppfört år 1915. Senare kom en missionskyrka, känd som Brokyrkan eller Åtorps missionskyrka, att byggas i Åtorp. Orten hade också tidigare ett postkontor, Åtorps postkontor, som öppnade 1836.

## Samhället

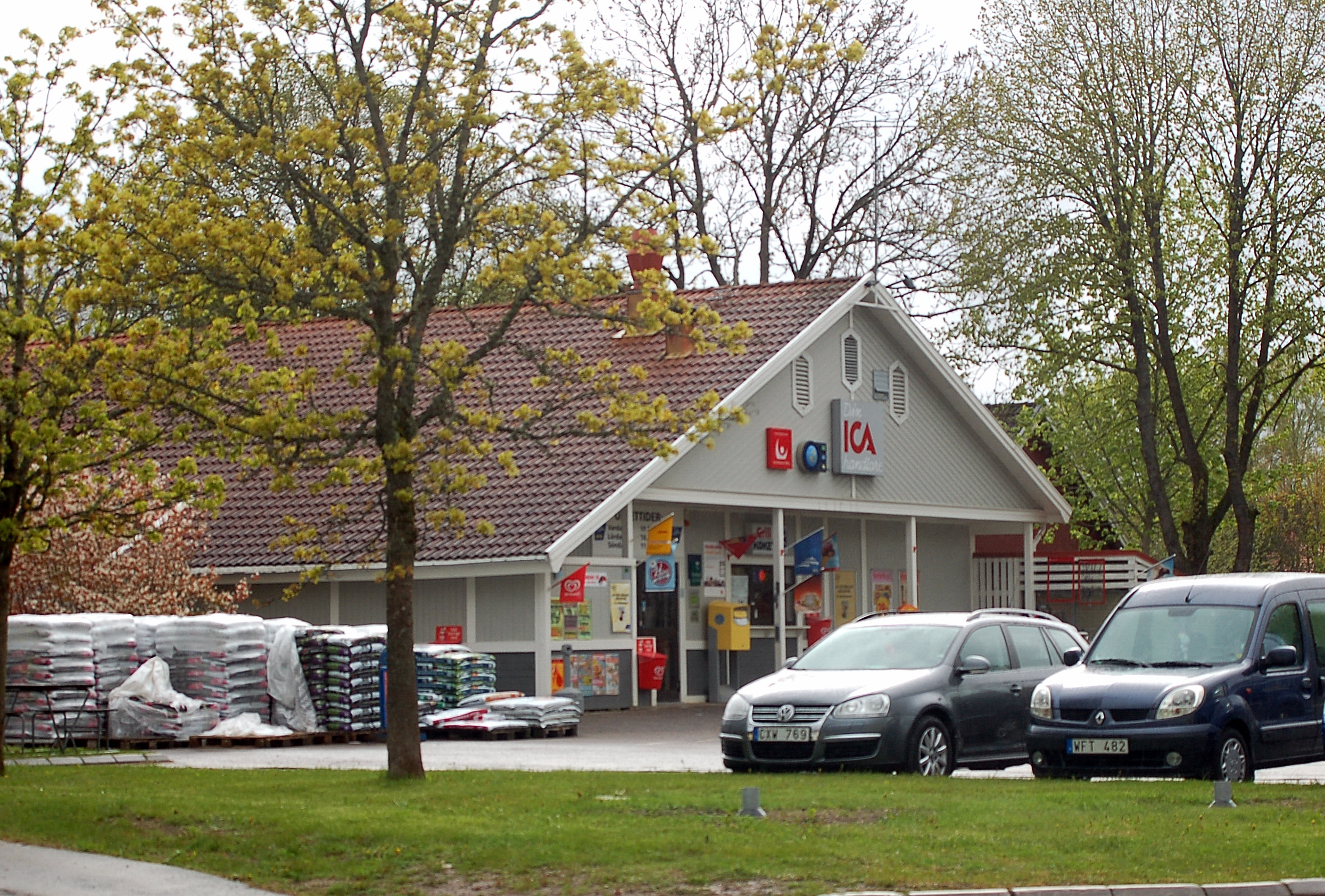
Ica i Åtorp.

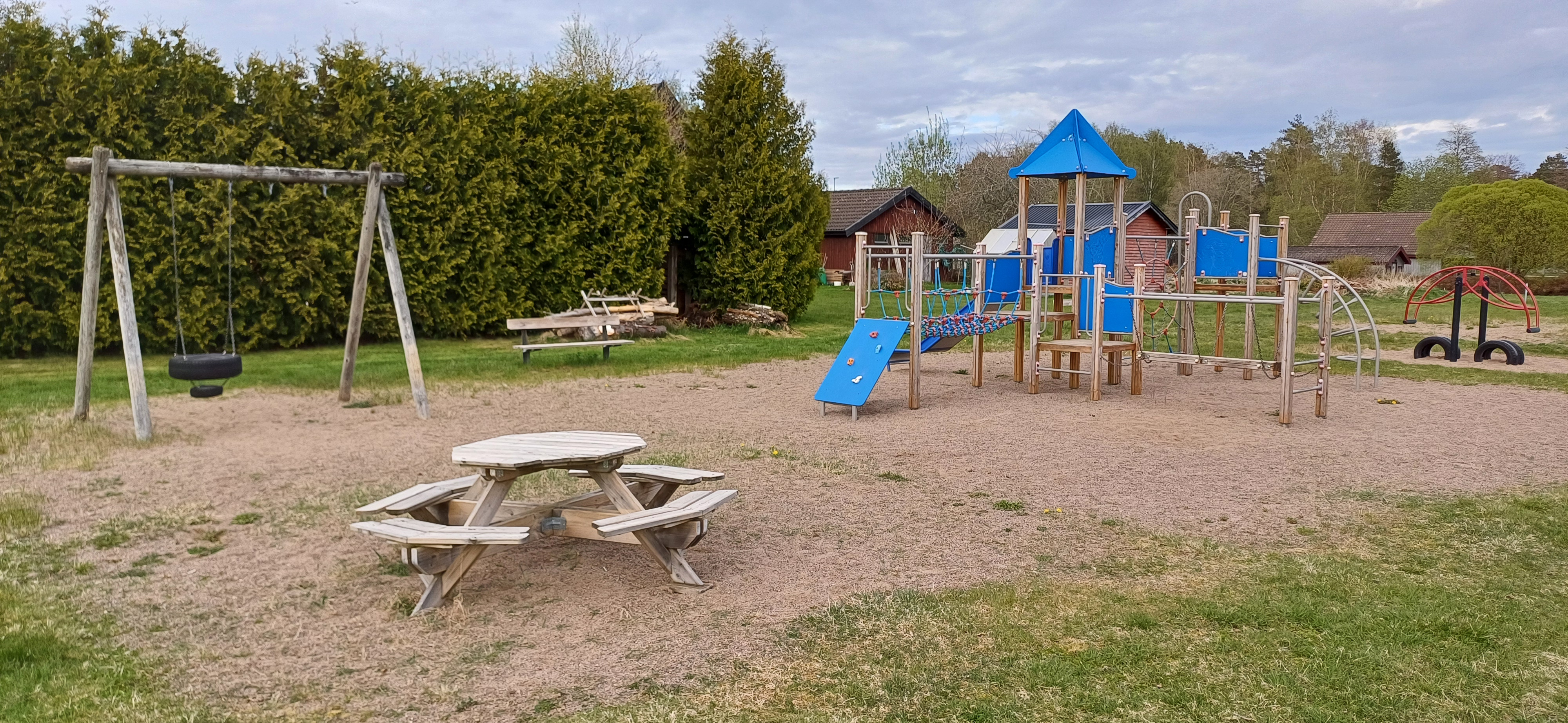
Lekplatsen i centrala Åtorp

I samhället finns en Ica-affär samt kafé, blomsterbutik, vandrarhem, frisör, bilverkstad och bensinstation. Åtorps marknad hålls varje år sista lördagen i september.
I Åtorp finns idrottsföreningen Åtorps IF.
Största arbetsgivaren är Allson AB. Många pendlar också till andra närliggande orter.  

## Befolkning
Åtorp är sedan 2015 avgränsad som småort av SCB.
| Befolkningsutvecklingen i Åtorp 1980–2015             | Befolkningsutvecklingen i Åtorp 1980–2015 | Befolkningsutvecklingen i Åtorp 1980–2015 | Befolkningsutvecklingen i Åtorp 1980–2015 | Befolkningsutvecklingen i Åtorp 1980–2015 |
| ----------------------------------------------------- | ----------------------------------------- | ----------------------------------------- | ----------------------------------------- | ----------------------------------------- |
|                                                       |                                           |                                           |                                           |                                           |
| År                                                    |                                           |                                           | Folkmängd                                 | Areal (ha)                                |
| 1980                                                  | 1980                                      |                                           | 209                                       |                                           |
| 1990                                                  | 1990                                      |                                           | 265                                       | 28                                        |
| 1995                                                  | 1995                                      |                                           | 288                                       | 28                                        |
| 2000                                                  | 2000                                      |                                           | 242                                       | 28                                        |
| 2005                                                  | 2005                                      |                                           | 234                                       | 28                                        |
| 2010                                                  | 2010                                      |                                           | 212                                       | 28                                        |
| 2015                                                  | 2015                                      |                                           | 192                                       | 33#                                       |
| Anm.: Ny tätort 1980. Småort från 2015. # Som småort. |                                           |                                           |                                           |                                           |